# Distretto di Sawla-Tuna-Kalba
Il distretto di Sawla-Tuna-Kalba (ufficialmente Sawla-Tuna-Kalba District, in inglese) è un distretto della Regione di Savannah del Ghana.